# Prachová koupel
Prachová koupel je forma komfortního chování živočichů, během nějž dochází k válení v prachu (suché zemině, písku aj.) nebo nahazování prachu na tělo, což patrně pomáhá zbavit se parazitů z kůže, peří nebo srsti. Prachová koupel má i čisticí vlastnosti a může pomáhat s termoregulací.

## Ptáci
U ptáků se koupání v prachu často označuje jako popelení. Typicky se uskutečňuje v zemní prohloubenině, kde se pták různě vrtí a křídly si nahazuje na hlavu a záda prach, který jednak pomáhá proti parazitům, a jednak čistí peří pomocí nasávání nadbytečných výměšků mazových žláz. Popelení je známo u řady pěvců (vlhovci, skřivani, střízlíci, vrabci, skřivani aj.), nanduů, dropů, hrabavých, emuů, pštrosů, lelků, myšáků, vlh nebo zoborožců.

Prachová koupel u vybraných ptačích druhů
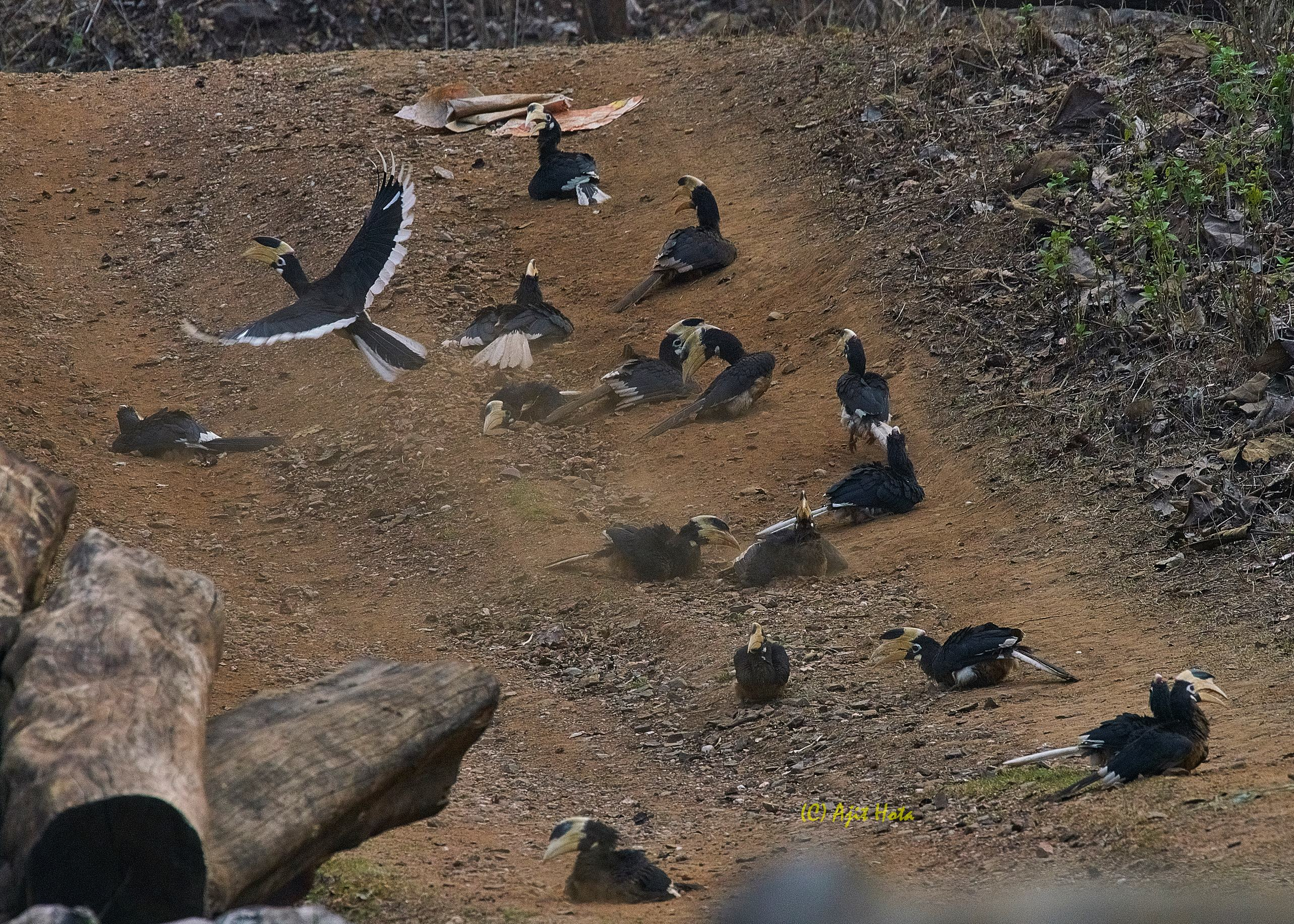
Zoborožec malabarský
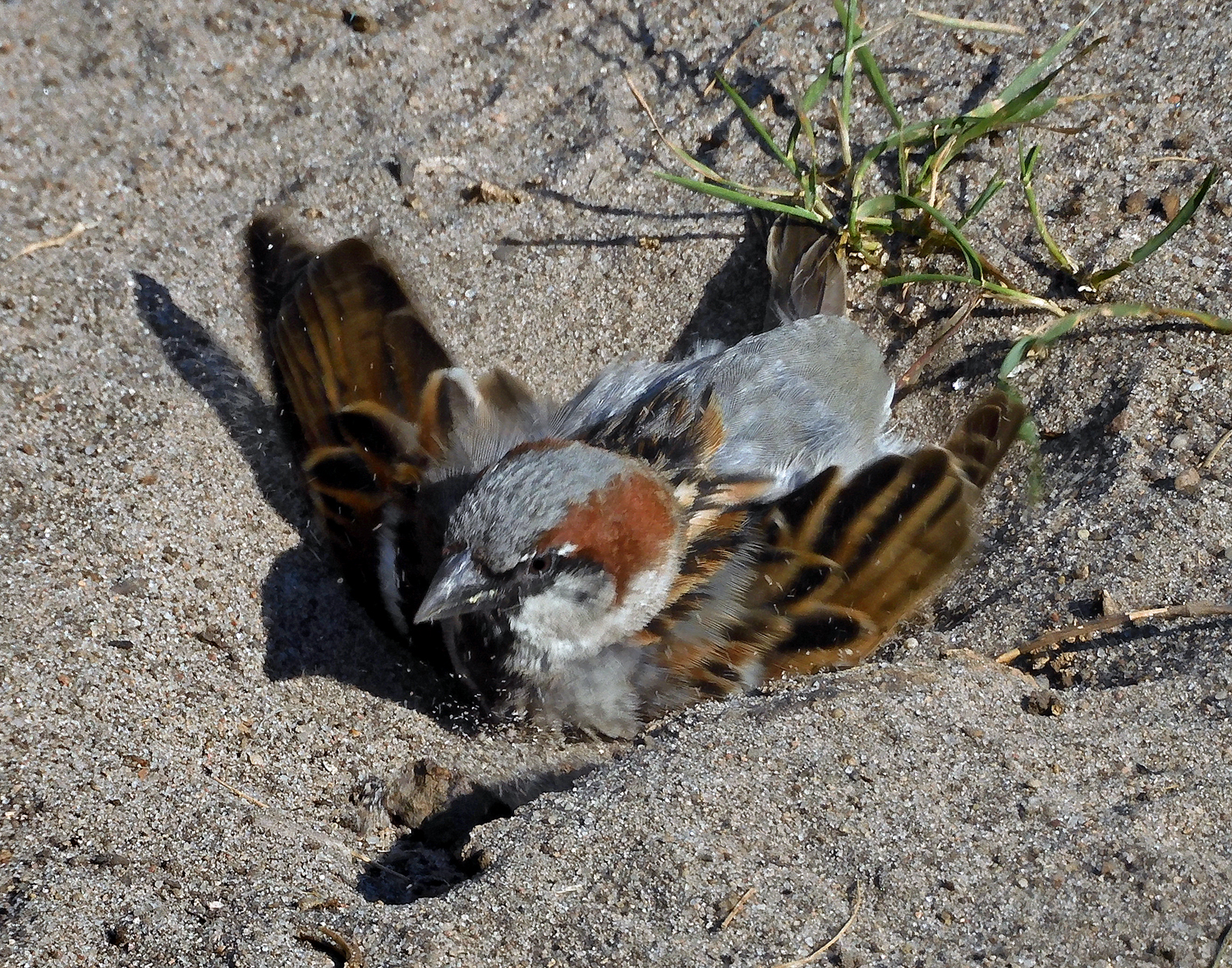
Vrabec domácí
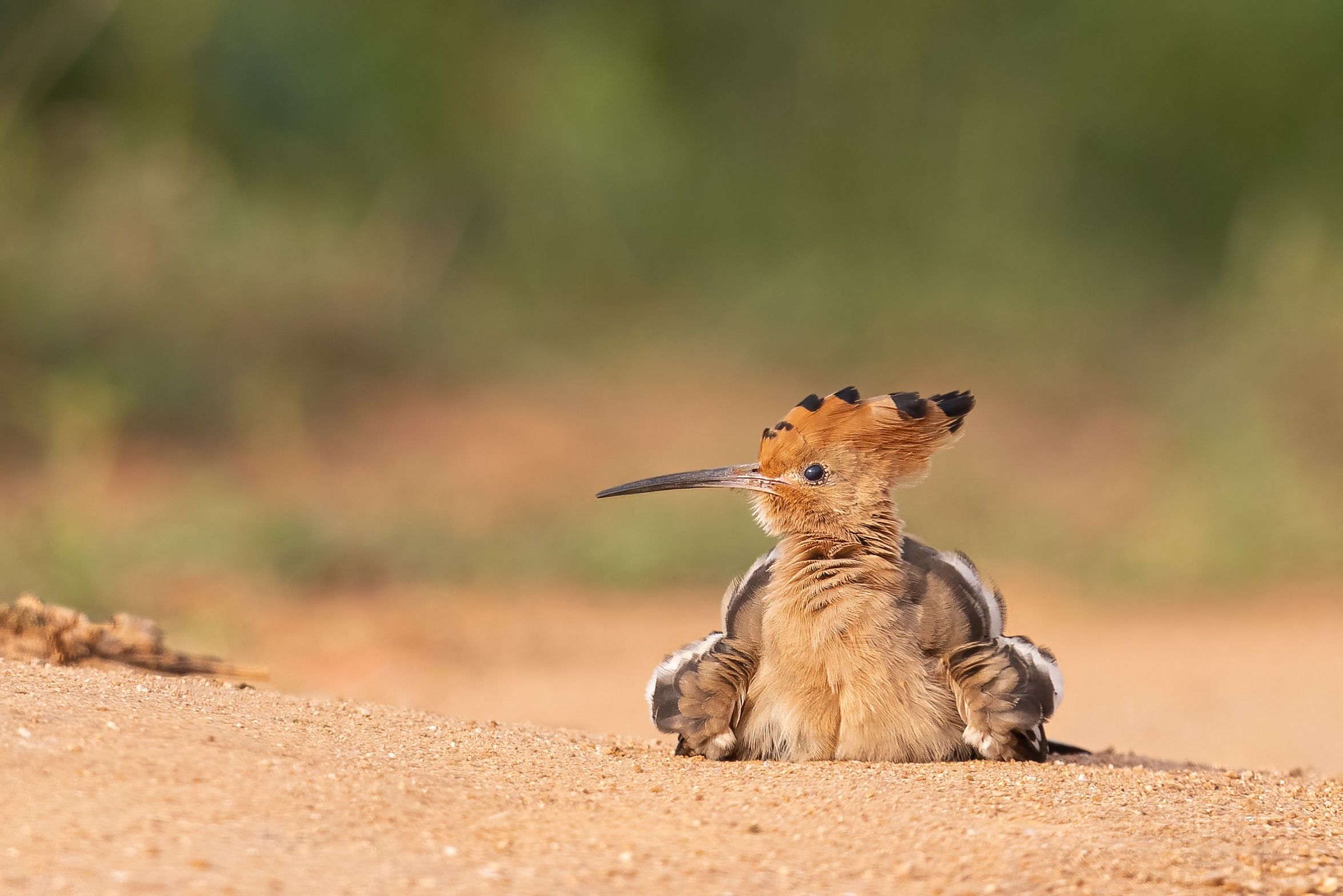
Dudek chocholatý
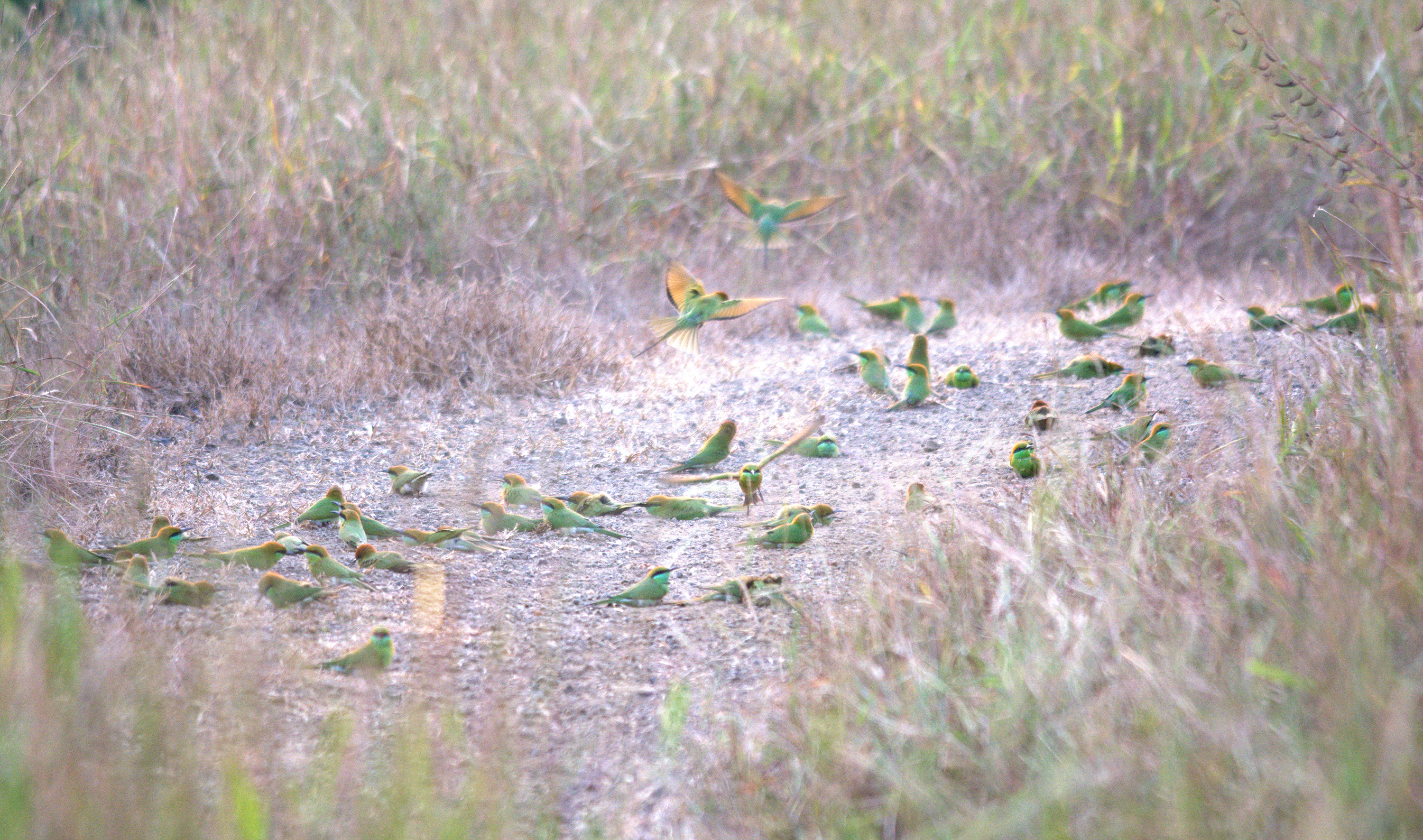
Vlha proměnlivá

## Savci
K prachové koupeli dochází i u některých druhů savců. Obecněji se nazývá válení, které nicméně označuje i např. rolování v bahně. Konkrétně prachová koupel je známá mj. u slonů, osmáků deguů, bizonů amerických, tarbíčků dlouhouchých, pakoňů žíhaných, zeber, koňů a dalších.
Vedle čištění srsti nebo odstraňování parazitů mohou mít prachové koupele i termoregulační funkci, jak to bylo zaznamenáno u slonů indických.

Prachová koupel u vybraných savců
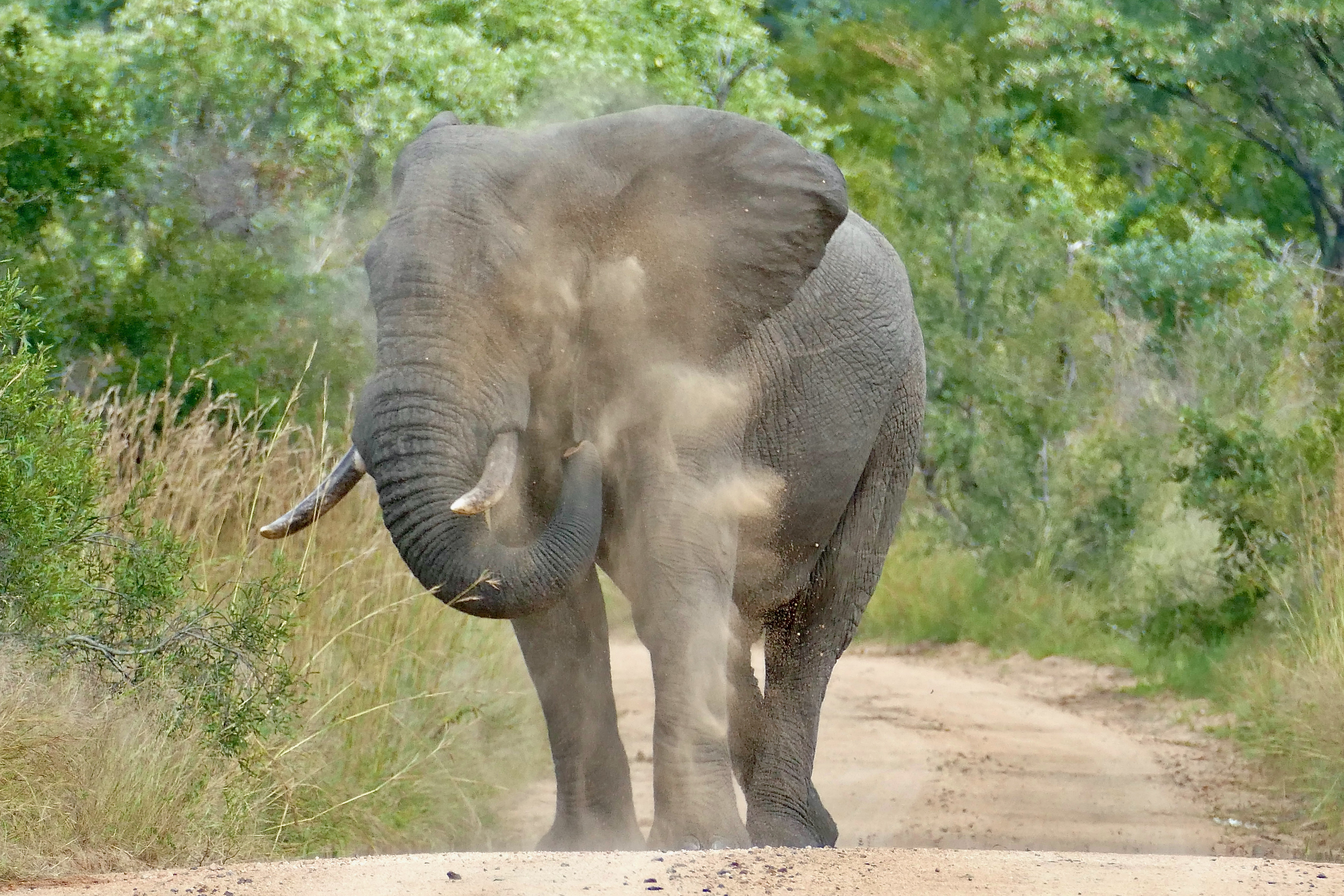
Slon africký
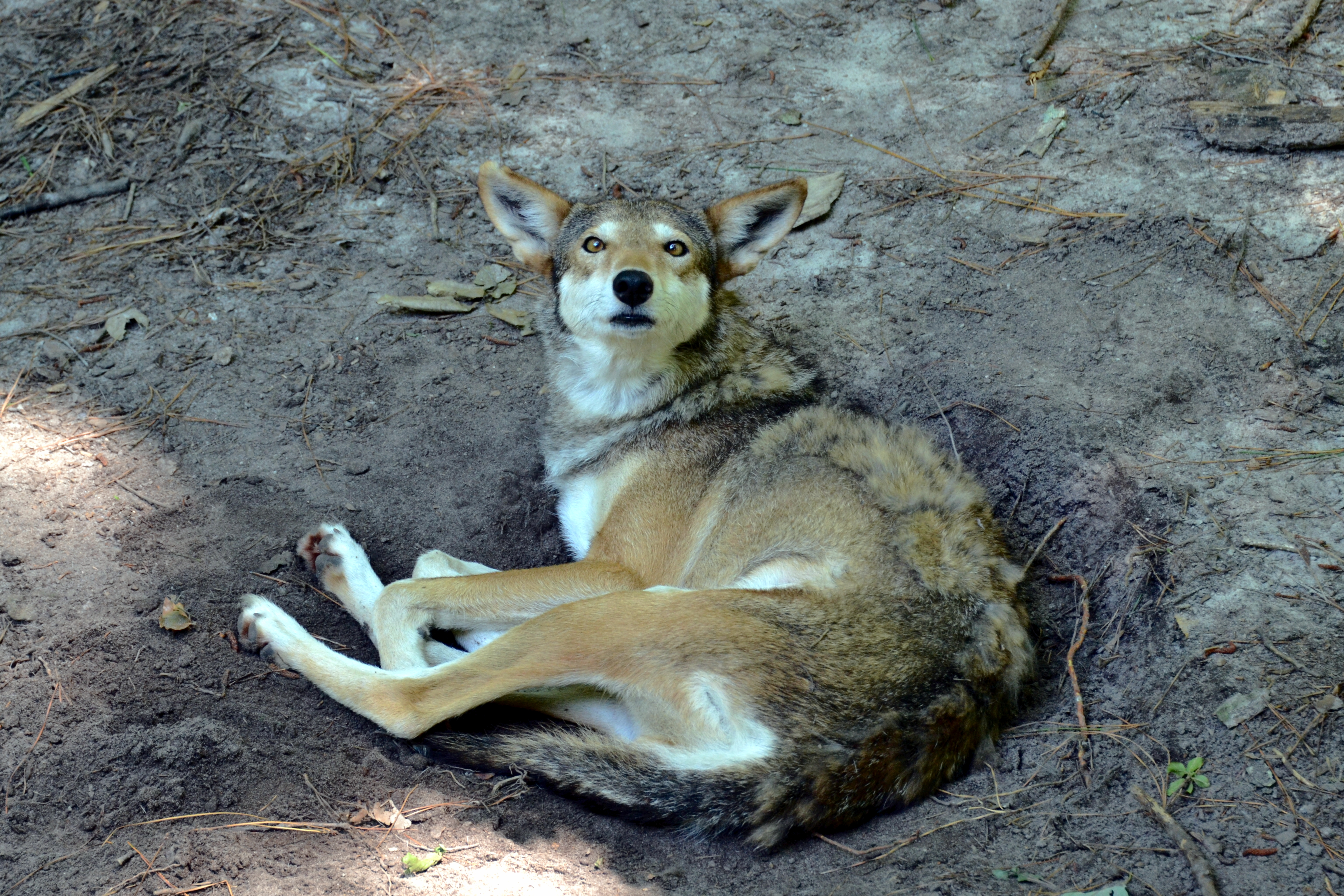
Vlk rudohnědý
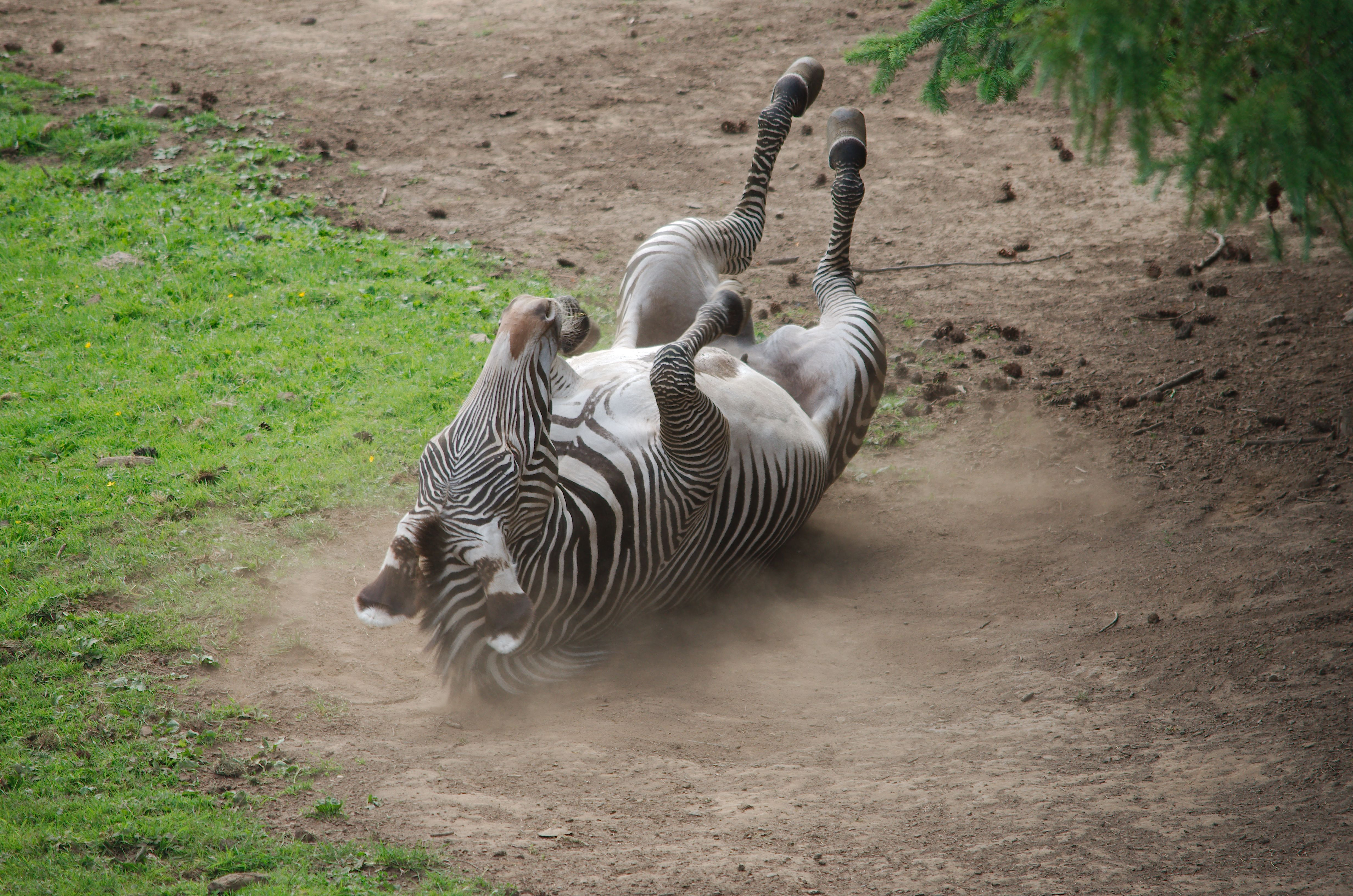
Zebra Grévyho
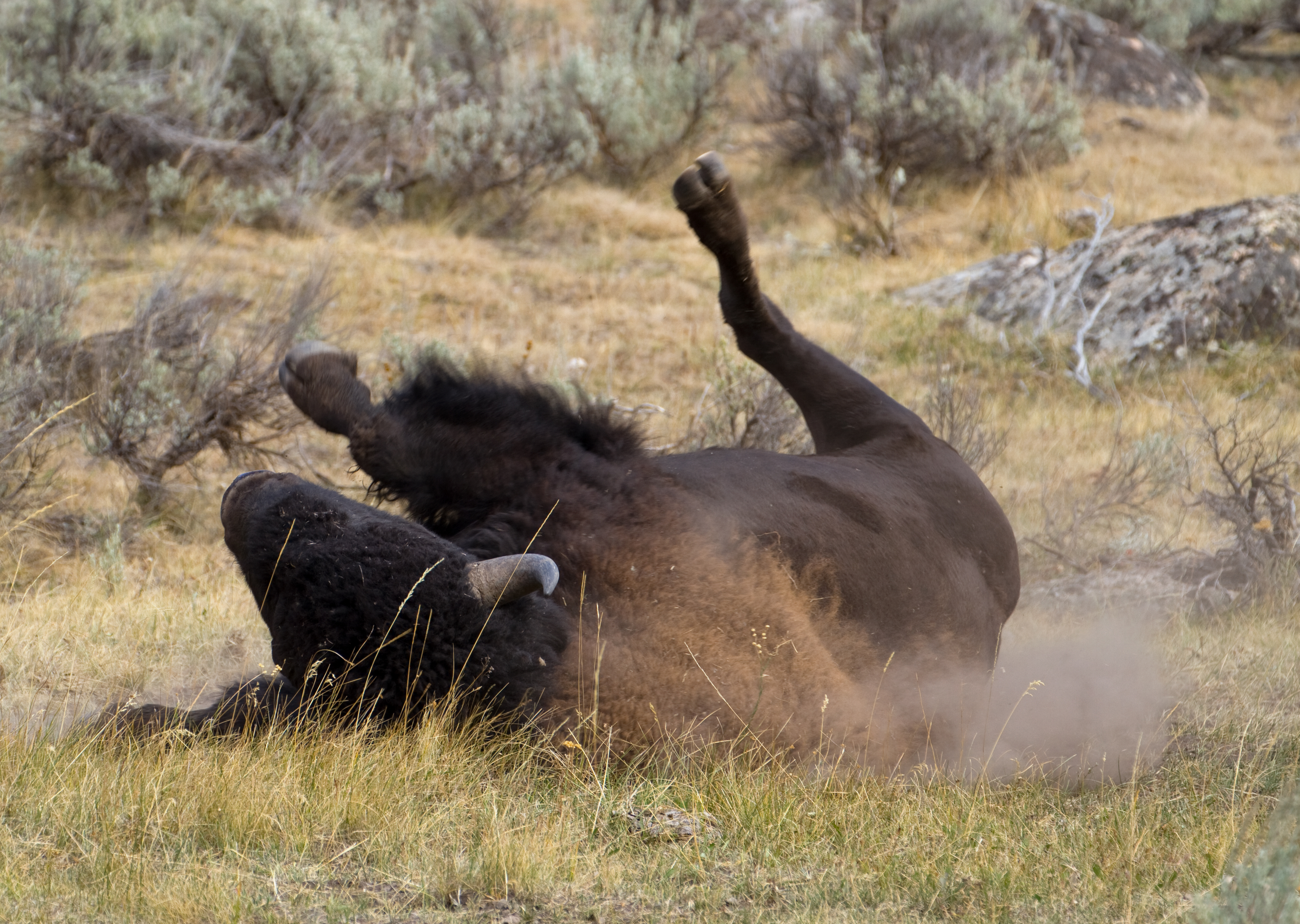
Bizon americký